# Renato Cohen
Renato Cohen es un DJ y productor de música techno, nacido en São Paulo en 1974.
Este brasileño es sin duda alguna uno de los más conocidos Dj’s y productores de techno del enorme país sudamericano. Renato Cohen nació en San Pablo, Brasil en 1974 y es productor desde 1996. Carl Cox se fijó en él unos pocos años más tarde en una gira que hizo por Brasil y le ofreció la oportunidad de su vida: editar “Pontape” en su sello Intec. Su sonido estaría cercano al que pinchan Dj’s del perfil de Laurent Garnier, Technasia, C1, Dave Clark , Funk D’void o Carl Cox. Techno duro y muy bailable, de fácil acceso para las masas. De este modo, Brasil sigue creciendo musicalmente gracias al acierto de productores jóvenes como él mismo o de otras escenas cercanas al d&b como Dj Patife, Dj Marky o Mad Zoo. En 2002 ganó el premio al mejor productor de Brasil en los Palomino Awards de aquel año. Entre sus mejores producciones de ese año se encuentra el remix “Hydra (Renato Cohen Remix)” para el Recreations Vol. 4, 12» del sello de Technasia. Una curiosidad: tiene editado «Sao Paulo EP» en 4X4 Recordings bajo el seudónimo Level 202. Como dijo una vez Carl Cox: «Demasiado bueno para ignorarlo

## Discografía

### Álbumes
- 2009  Sixteen Billion Drum Kicks